# Gnostertjärnen
Gnostertjärnen är en sjö i Mora kommun i Dalarna och ingår i Ljusnans huvudavrinningsområde.